# Andrușkî (Kovalivka), Poltava
Andrușkî (în ucraineană Андрушки) este un sat în comuna Kovalivka din raionul Poltava, regiunea Poltava, Ucraina.

## Demografie
Componența lingvistică a localității Andrușkî
     Ucraineană (85,71%)
     Rusă (14,29%)
Conform recensământului din 2001, majoritatea populației localității Andrușkî era vorbitoare de ucraineană (85,71%), existând în minoritate și vorbitori de rusă (14,29%).